# Ioviani
Gli Ioviani furono, assieme agli Herculiani, la legione palatina d'élite dell'esercito romano dagli anni 290 al V secolo.

## Storia
La formazione di queste due unità risale alla fine del III secolo ad opera dell'imperatore Diocleziano, il quale decise di promuovere due legioni provenienti dall'Illirico (la sua terra natia) facendone delle truppe scelte. In particolare le legioni degli Ioviani e degli Herculiani derivarono dalle antiche V Iovia e VI Herculia, votate alle divinità di Giove ed Ercole, protettrici rispettivamente di Diocleziano e del suo collega Massimiano. Tra i comandanti degli Ioviani e degli Herculiani vi fu Magnenzio, che si ribellò nel 350 contro l'imperatore Costante I e fu sconfitto solo nel 353 da Costanzo II.
Nel tardo IV secolo/inizio V secolo sono attestate due legioni derivate dagli Ioviani: gli Ioviani seniores, in Occidente sotto il comando del magister peditum, e  gli Ioviani iuniores, in Oriente sotto il comando del magister militum praesentalis. Nel 398 gli Ioviani e gli Herculiani d'Occidente furono inviati dal magister militum Stilicone in Africa a combattere contro il ribelle Gildone.